# Église Saint-Aubin de Blaison
La collégiale Saint-Aubin de Blaison est une ancienne collégiale située à Blaison-Gohier (aujourd'hui rattachée à Blaison-Saint-Sulpice), en France. L'édifice est classé au titre des monuments historiques en 1914.

## Localisation
L'église est située dans le département français de Maine-et-Loire, sur la commune de Blaison-Gohier.